# 럼프 스테이크

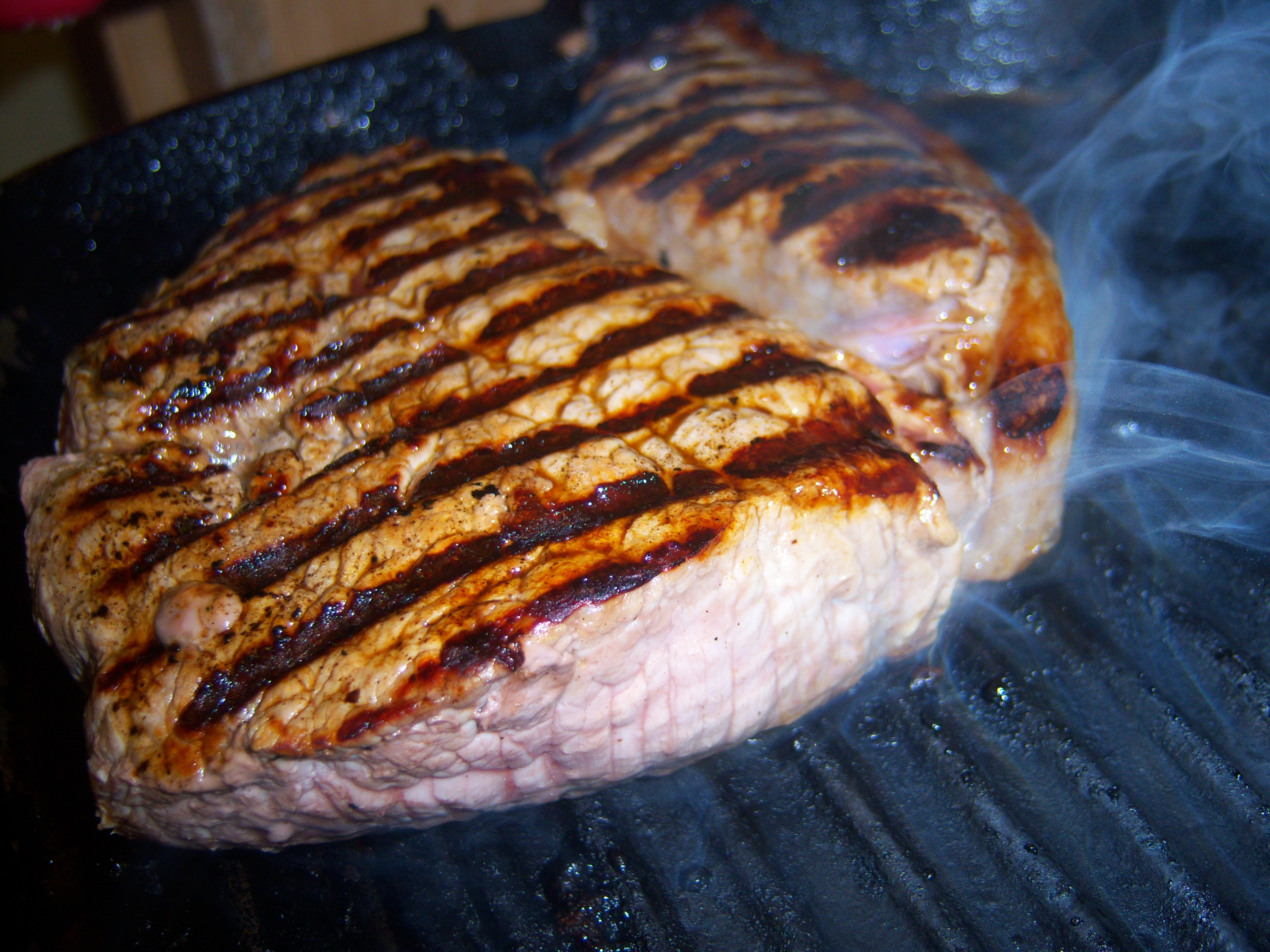
그리들 팬에 요리되는 럼프 스테이크

럼프 스테이크(영어: Rump steak)는 쇠고기의 부위이다. 럼프는 다리와 차인 사이의 부분으로, 에이치 본을 가로질러 잘라낸 것이다. 다음을 의미할 수 있다:
- 미국식 라운드 (쇠고기) 프라이멀의 윗부분에서 나온 스테이크
- 영국 또는 호주식 럼프 프라이멀에서 나온 스테이크로, 미국식 서로인과 거의 동일하다.

## 미국과 영국에서의 명칭 차이
영국 및 영연방 영어의 "럼프 스테이크"는 미국 영어 또는 캐나다 영어에서 일반적으로 "서로인"이라고 불린다. 반면에 영국식 "서로인"은 북미에서 쇼트 로인 또는 "포터하우스"라고 불린다.
| 영국 | 미국 |
| ---- | ---- |
|      |      |

## 프랑스에서의 용법
럼프 스테이크는 프랑스식 부위인 퀼로트(culotte, 문자 그대로 '바지')에 대략 해당한다.
포인트 드 퀼로트(pointe de culotte), 즉 럼프 캡은 뵈프 아 라 모드처럼 브레이징하기에 매우 좋다.
20세기에는 영어 용어 럼프 스테이크가 차용되었는데, 철자가 롬스테크(romsteak) 또는 롬스테크(romsteck)로 변경되었다. 럼스테크(rumsteak)라는 철자도 확인된다.

## 같이 보기
- 스테이크